# جوناثان ديفيز
جوناثان ديفيز (بالإنجليزية: Jonathan Davies)‏ (23 فبراير 1980 في المملكة المتحدة - ) هو لاعب كريكت بريطاني.

## وصلات خارجية
- جوناثان ديفيز على موقع إي آس بي آن كريك إنفو (الإنجليزية)